# Türkiye Devrimci Komünist Partisi
|  | Dieser Artikel wurde aufgrund von inhaltlichen Mängeln auf der Qualitätssicherungsseite des Projektes Türkei eingetragen. Hilf mit, die Qualität dieses Artikels auf ein akzeptables Niveau zu bringen, und beteilige dich an der Diskussion! |

Die Revolutionäre Kommunistische Partei der Türkei (türkisch Türkiye Devrimci Komünist Partisi; TDKP) ist eine marxistisch-leninistische Organisation, die im 2. Februar 1980 gegründet wurde. Es handelt sich um eine illegale Partei. Sie sieht sich als Nachfolger der Volksbefreiungsarmee der Türkei, türkisch: Türkiye Halk Kurtuluş Ordusu, abgekürzt: THKO. Die meisten Anhänger haben ihre Arbeit in der Partei der Arbeit fortgeführt. Die TDKP war Verfechter des Sozialismus albanischer Prägung.

## Parteientwicklung und Ideologie 1975–1980

### Wiederaufbau
Nach der Generalamnestie 1974 wurden zahlreiche Angehörige der THKO aus der Haft entlassen. Die Kader um Mustafa Yalçıner, Aydın Çubukçu, Mustafa Yıldırımtürk, Gökalp Eren, Metin Yıldırımtürk, Şeref Aydin, Hacı Tonak, Ercan Öztürk, Metin Güngörmüş, Semih Orcan, Ercan Öztürk, Teslim Töre u. a. begannen um 1975 mit dem Neuaufbau der THKO. Ab Mitte der siebziger Jahre wurde die legale Wochenzeitschrift namens Halkın Kurtuluşu (Befreiung des Volkes) herausgegeben. Diese diente gleichzeitig als Kampf und Organisationsblatt. Die Leser und Anhänger der dort gemachten Aussagen wurden als Halkın Kurtuluşçular oder HK'liler bezeichnet.
Im Mai 1975 trafen sich aus dem Gefängnis entlassene und in Freiheit verbliebene Kämpfer der THKO zu einer außerordentlichen Versammlung. Es wurden mehrere Arbeitsgruppen (Zeitungsredaktion, Jugend, Frauen, Bauernschaft u. a.) gebildet. Diese Versammlung beschloss, eine illegale Zeitschrift herauszugeben, und ein vorläufiges Zentralkomitee der neu zu gründenden Organisation unter dem Namen THKO-GMK (geçici merkez komitesi) zu bilden. Im Juni 1975 beschloss dann das vorläufige ZK der THKO, die illegale Publikation „Yoldaş“ – Hewal (Genossen – kurdisch Hewal) herausgegeben.
Rolle dieser Zeitschrift war, die erstmaligen Mitkämpfer zusammenzuführen und theoretische Diskussionen anzubieten. Deswegen wurde auch als Untertitel auf dem Deckblatt der Zeitschrift Yoldaş der Spruch übernommen „ohne Theorie keine Aktion, ohne Aktion keine Theorie“.
Ende 1975 kam es zur ersten Spaltung innerhalb des vorläufigen ZK. In der zweiten Nummer der Yoldaş erschien ein langer Artikel über die Sowjetunion. Inhaltlich wurde das Sowjetsystem als imperialistisch angesehen. Dieser Artikel war von der Mehrheit der Mitglieder des ZK unterschrieben. Zwei Mitglieder, darunter Teslim Töre, waren dagegen. Die beiden zogen sich aus der vorläufigen ZK und Arbeitsgruppe zurück. Später gründeten sie mit den Personen, die ihnen aus dem Arbeitskreis gefolgt waren, eine gesonderte Gruppe unter dem Namen „THKO/Mücadele Birlik“ (Aktionseinheit). Zwischen 1975 und 1977 bildeten sich kleine, lokale oder von einzelnen Personen organisierte THKO-Gruppen.
Eine bedeutende lokale Gruppe bezeichnete sich „THKO-Türkiye devrim yolu“ (Weg der Revolution in der Türkei).
Im Oktober 1978 wurde in der Provinz Çorum die TDKP-İÖ (İnşa Örgütü – Aufbauorganisation) gebildet, die die Gründung der TDKP vorbereiten sollte. Sie bestand aus Ercan Çınar Öztürk, Metin Güngörmüş, Yavuz Yıldırımtürk und Mustafa Yalçıner. Am 2. Februar 1980 fand der erste und einzig bekannte Kongress der Partei in Izmir mit 19 Delegierten statt, auf dem die TDKP gegründet wurde. Im Jahr 1981 folgte eine umfangreiche Verhaftungswelle gegen TDKP-Mitglieder. Parteivorstand sowie örtliche Kader wurden verhaftet bzw. bei der Flucht oder im Gefängnis zu Tode gefoltert. Ein Mitglied des Zentralkomitees, Atilla Keskin, konnte sich ins Ausland absetzen.

### Ideologische Ausrichtung von 1975–1980
Ideologisch wurde in den Jahren 1975 bis 1977 vom vorläufigen ZK die Ideologie der KPCh übernommen. Mao wurde als großer Führer der sozialistischen Revolution angesehen. Diese Haltung wurde dann durch einen Artikel in Yoldaş Mitte 1977 revidiert. Anlass war die Position der KPCh zur „Dritten Welt“ sowie Maos Thesen über Rolle der Bauern in der Revolution. Im Jahr 1978 wurde dann Kontakt zur albanischen KP (Partei der Arbeit) aufgenommen. Dies führt dazu, dass in der im Land lebenden albanisch-stämmigen Bevölkerung (ca. 1 Million) Sympathien für Halkın Kurtuluşu zunahmen. Hierdurch konnte sich TDKP in türkischen Thrakien (Tekirdağ, Edirne, Bursa) ihre Basis ausweiten.

## Parteientwicklung / Ideologische Ausrichtung von 1980–1996

### Parteientwicklung
Von 1982 bis ca. 1988 arbeitete die TDKP politisch in geheimen Komitees, betrieb politische Agitation an den Universitäten, organisierte kleinere illegale Demonstrationen und gab parteinahe Publikationen heraus, so z. B. die Zeitschriften „Devrimin Sesi“ (Stimme der Revolution). In dieser Zeit schloss sich in der Türkei und in Ausland die Gruppe, THKP-C / ML – Devrimci Halkın yolu (Volksbefreiungs-Partei-Front der Türkei ML – Weg der Volksrevolution) Parteigliederungen ein.
Diese Gruppe, die unter dem Namen TKIH „Komünist İşçi Hareketi“ (Kommunistische Arbeiterbewegung der Türkei), bekannt wurde, verließ im Jahr 1987/88 TDKP mit einigen Abtrünnigen. Sie nannten sich erst TDKP/L später Ekim (Oktober) Gruppe. Der TKIH-Teil diese Gruppe schloss sich der später gegründeten MLKP an. Der andere Teil gründete unter Führung von H. Firat die TIKP – Kızıl Bayrak (Kommunistische Arbeiterpartei der Türkei – Rote Fahne).
1987 trennte sich ein Stadtteilkomitee von Istanbul und Eskişehir. 1989 tauchte diese Gruppe unter dem Namen Türkiye Devrimci Komünist İşçi Hareketi (TDKIH, Revolutionäre Kommunistische Arbeiterbewegung der Türkei) auf. Diese Gruppe trat später der Marksist Leninist Komünist Parti (MLKP, Marxistisch-Leninistische Kommunistische Partei) bei.
Erst ab 1986 gab es wieder Bestrebungen, die TDKP zentral neu zu organisieren.
Im Jahr 1988 wurde der gesamte Parteivorstand und Untergliederung (Jugendorganisation-TGKB, TDKP-Sektion Kurdistan sowie Auslandsorganisation) mit neuen Kadern besetzt. 1990 fand die erste Konferenz der Partei statt. Dort wurde beschlossen, in Türkei-Kurdistan bewaffnete Propaganda- und Agitationsgruppen zu bilden (TDKP – Devrimci Kürdistan komitesi – Silahlı Propaganda Ajitasyon birliği). In drei Orten (Dersim, Maraş-Nurhan und Kars-Varto) wurden bewaffnete Einheiten gebildet. Diese Einheiten bestanden aus örtlichen Halkın-Kurtuluşu-Anhängern und Parteimitgliedern. Zweck dieser bewaffneten Einheiten war nicht, mit Waffengewalt den türkischen Staat zu bekämpfen, sondern für die Partei Propaganda zu machen, ehemalige Anhänger der HK zu organisieren und dieses Ziel notfalls mit Waffengewalt durchzusetzen. Diese drei kurdischen Gebiete wurden nicht zufällig gewählt, sondern in diesem Gebieten hatte die TDKP ihre größte Anhängerschaft unter der kurdischen Bevölkerung. In der Provinz Dersim wurde am 9. Oktober 1993 TDKP-SPA (Silahlı Propaganda Ajitasyon birliği) von PKK-Einheiten überfallen, dabei starben von sechs Kämpfern der TDKP-SPA vier (Hidayet Dumrul, Düzgün Çakmak, Yunus Aydar und İbrahim Dışkaya).
Am 7. und 27. Januar 1994 kam es zwischen türkischen Militärs und TDKP-SPAE in Dersim zur militärischen Auseinandersetzung. Bei dieser Kampfhandlungen starben zahlreiche Kämpfer, darunter die Parteikommissare Dursun, Yunus Aydar und Hamdullah Gürsel Berk.

### Ideologische Ausrichtung
Das politische System der Türkei wird als faschistische Diktatur bezeichnet. Es herrsche in der Türkei eine Kompradorbourgeoisie (vom Imperialismus abhängige Kapitalisten) mit internationaler Verflechtung in Wirtschaft und militärischem Bereich. Im Gegensatz zu vielen Parteien und Gruppierungen in der Türkei und Kurdistan sieht TDKP Türkei-Kurdistan nicht als Kolonie der Türkei. Politisch ist die kurdische Bourgeoisie und Großgrundbesitzer mit der türkischen Bourgeoisie an der Macht.
Bis zur Parteikonferenz im Jahr 1996 vertrat die TDKP die These, dass die Türkei ein halbkoloniales sowie halbfeudales Land sei. Um diesen Zustand zu überwinden, müsste zuerst eine nationale demokratische vor einer sozialistischen Revolution erfolgen. Diese These wurde dann mit der Begründung fallengelassen, dass die Türkei seit 60 Jahren eine rasante wirtschaftliche Entwicklung durchgemacht hätte, die Türkei sei stark von der Globalisierung beeinflusst und in diese eingebunden. Daher könne man nicht mehr von halbkolonialen oder halbfeudalen Zuständen im Lande ausgehen.
Die Bewegung um Halkın Kurtuluşu zählte sich zum anti-revisionistischen Lager. Anfänglich akzeptierte sie die Drei-Welten Theorie und trat für die Ideen von Mao Zedong ein. Später lehnte sie das ab und wandte sich dem Kommunismus albanischer Prägung zu. Im Programm, das auf dem Kongress im Februar 1980 verabschiedet wurde, wurde die Türkei als ein halb-kolonialer, halb-feudaler Staat dargestellt, in dem die Bauern im Zentrum der Revolution standen. Die nationale Bourgeoisie sollte vom revolutionären Proletariat für einen Sturz des Systems gewonnen werden. Es war die Rede von rückständigen landwirtschaftlichen Strukturen, wo Imperialismus, Komprodorenmonopolkapitalismus und feudale Überreste vorherrschen.

## Publikationen
Im Juni 1975 wurde illegal die Zeitschrift „Yoldaş“ (Genosse – kurdisch Hewal) unregelmäßig herausgegeben. Nach der Gründungserklärung der Partei im Februar 1980 wurde als Zentralorgan die illegale Monatszeitschrift Devrimin Sesi (Stimme der Revolution) herausgegeben. Einige Nummern erschienen auch kurdischer Sprache.
Von Februar 1976 an bis zum Verbot 1980 wurde die legale Wochenzeitung „Halkın Kurtuluşu“ (Befreiung des Volkes) herausgegeben, welche die Ideologie THKO (GMK) der späteren TDKP vermittelte. Außer der Wochenzeitung „Halkın kurtuluşu“ wurden in der Zeit von 1976 bis September 1980 über 30 lokale als auch landesweit Zeitschriften publiziert. Außerdem existiert ein parteinahes Verlagshaus mit zahlreichen Buchveröffentlichungen. Dieses Verlagshaus diente zur Verbreitung und Veröffentlichung von marxistischen Klassikern. Nachdem Verbot der Zeitung „Halkın Kurtuluşu“ im Februar 1980 erschien bis September 1980 die Wochenzeitung „Özgürlük“ (die Freiheit).
Die Zeitschrift „Parti Bayrağı“ (Parteifahne) war ein weiteres legales, monatlich erscheinendes politisch-theoretisches Publikationsorgan, welches ab 1978 bis zum Putsch erschien.
In der Zeit von 1983 bis 1989 wurde das Zentralorgan der Partei „Devrimin Sesi“ im Ausland vorbereitet und im Land lokal gedrückt und in kleinen Kreisen zusammen mit Parteibroschüren verteilt. Im Ausland wurde im Jahr 1982 die Zeitung „Emeğin Sesi“ (Stimme der Arbeit) veröffentlicht. Außerdem wurde in Deutsch die Monatszeitschrift „Tatsachen über die Türkei“ publiziert.
Erstmals im Oktober 1988 wurde die legale Monatszeitschrift „Özgürlük Dünyası“ (Welt der Freiheit) herausgegeben. Später wurde daraus eine theoretische Publikation.
Zugleich wurde ein Verlagshaus aufgebaut und zahlreiche Zeitschriften und Bücher in türkischer als auch kurdischer Sprache veröffentlicht, darunter „Evrensel Kültür“ (universelle Kultur) sowie die kurdische Zeitschrift „Tîroj“ (Quelle der Sonne).
Ab März 1992 erschien die Wochenzeitschrift „Gerçek“ (Realität), deren Herausgabe im Februar 1995 zugunsten der einige Monate später herausgebrachten Tageszeitung Evrensel (universell) eingestellt worden ist.
Im Oktober 2016 wurde „Özgürlük Dünyası“ / „Tîroj“ mit zahlreichen anderen Zeitungen und Zeitschriften, die der TDKP Ideologie nahe standen, von Erdoğan Regierungen verboten. Dieses Verbot traf auch den der TDKP nahestehenden TV-Sender „Hayat-tv“ (lebensnahe-tv) und zahlreiche lokale Radiostationen.
Seit 2017 wird aus diesem Umfeld ein neues politisch-theoretisches Publikationsorgan „teori&eylem“ (Theorie & Aktion) publiziert.

## Nachfolger und Anhänger im Ausland
Ab 1994/1995 wurde innerhalb der Partei mit den Vorbereitungen für die Gründung einer legalen Partei begonnen (unter dem Namen „Initiative für die Gründung der Partei der Arbeit“). Im März 1996 wurde die Emek Partisi (Partei der Arbeit oder Arbeitskraft, englisch: Labour) gegründet. Die Emek Partisi bestand zwischen dem 27. März 1996 und dem 14. Februar 1997. Sie wurde durch das Verfassungsgericht wegen eines Verstoßes gegen die Artikel 78 und 81 des Parteiengesetzes mit der Nummer 2820 verboten. Die Emeğin Partisi (auch Partei der Arbeit oder Arbeitskraft) wurde am 26. November 1996 gegründet. In beiden Parteien hatte Abdullah Levent Tüzel den Vorsitz inne.
Auch wenn sich die TDKP offiziell nicht aufgelöst hat, so existiert sie praktisch nicht mehr. Die Partei tritt als Organisation seit spätestens Ende der 1990er-Jahre nicht mehr wahrnehmbar in Erscheinung. Als Partei der Arbeit (Emegin Partisi – EMEP) blieb sie auf der legalen politischen Bühne.
Die Demokrat İşçi Dernekleri Federasyonu (DIDF, Föderation der Demokratischen Arbeitervereine aus der Türkei in der Bundesrepublik Deutschland e. V.) wurde 1980 als Dachverband von türkischen und kurdischen Arbeitervereinen in der Bundesrepublik gegründet. Sie stand der TDKP nahe. Der Verfassungsschutz des Landes Sachsen-Anhalt bezeichnete die DIDF noch 1996 als Basisorganisation der TDKP. Nach eigenen Angaben unterhielt die DIDF Mitgliedsvereine in über 35 Städten mit ca. 800 bis 1.000 Mitgliedern.

## Strafverfolgung
Einige der wegen Zugehörigkeit zur TDKP festgenommenen Personen starben in Polizeihaft, mit dem Verdacht, dass sie zu Tode gefoltert wurden. Dazu gehören:
- Hüseyin Karakaş starb am 27. September 1980 in İskenderun
- Hasan Asker Özmen starb am 5. Oktober 1980 in Ankara[18]
- Ekrem Eksi starb am 13. Oktober 1980 in Istanbul
- Cafer Dağdoğan starb am 12. November 1980 in Adana
- Ercan Koca starb am 15. Dezember 1980 in Ankara
- Mehmet Dağ starb am 29. Dezember 1980 in Adana
- Hulusi Dalak starb am 13. Februar 1981 in Gaziantep

Ein weiteres bekanntes Todesopfer aus dem Spektrum der TDKP ist der Journalist Metin Göktepe, der am 8. Januar 1996 in Istanbul festgenommen und zu Tode geprügelt wurde. Ehemalige Chefredakteure von Halkın Kurtuluşu wurden zu hohen Freiheitsstrafen verurteilt, da sie sich für jeden inkriminierten Artikel verantworten mussten. Bei Veli Yılmaz summierten sich die Strafen auf 750 Jahre Haft, bei Osman Taş auf 600 und bei Mustafa Yıldırım auf 155 Jahre Haft. Es kam sowohl in den 1980er als auch den 1990er Jahren zu vielen Festnahmen von Anhängern der TDKP. Es hat seit der Jahrhundertwende nur wenige Verfahren aus dem Umfeld der TDKP (Mitglieder von EMEP oder Mitarbeiter von Evrensel) gegeben.